# هبور ويسولوسكا
هو نوع من عنكبوت النمل من جنس هبور الذي يعيش في المغرب. تم وصف النوع لأول مرة في عام 2020 من قبل سعاد بن حليمة وروبرت بوسمانس. تم وصف الذكر فقط ، على الرغم من أن بن حليمة وبوسمان يقترحان أن الأنثى يمكن أن تكون واحدة من العناكب الموصوفة باسم "هبور المثلث (Zodarion trianguliferum)". العنكبوت صغير ، يبلغ طوله عادة 3.4 مم (0.13 بوصة) ، وله درع بني إلى بني غامق وبطن أسود به خطوط بيضاء باهتة. والعنكبوت عضو في مجموعة مصطفاي ضمن الجنس الذي يفتقر إلى سن في نهاية الصمة. يمكن تمييزه عن الأعضاء الآخرين في الجنس من خلال نتوء الظنبوب الطويل والنحيف للغاية. من المعروف أن جنس الهبور يستخدم تقليد النمل للدفاع ضد الحيوانات المفترسة وخداع النمل ليفترسها. يمكن استخدام هذه السمة كشكل من أشكال المكافحة البيولوجية للآفات.

## التصنيف
تم وصف هبور ويسولوسكا لأول مرة بواسطة سعاد بن حليمة وروبرت بوسمانز في عام 2020.  تمت تسمية هذا النوع على اسم عالم العنكبوت البولندي واندا ويسولوسكا .  تم تخصيصه لجنس الهبور ، الذي نشأ على يد تشارلز والكينير عام 1826. الجنس هو أحد أفراد عائلة هبوريات ، التي وصفها تامرلان ثوريل لأول مرة في عام 1881. وقد أظهر تسلسل RAD أنه أحد أقدم أجناس العنكبوت الموجودة ، ويرجع تاريخه إلى حدود العصر الطباشيري - الباليوجيني. وهي مقسمة إلى مجموعات بناءً على تصميم الأعضاء التناسلية. والويسولوسكا هو عضو في مجموعة mostafai ، إلى جانب الهبور المثلث وخمسة أنواع أخرى.

## وصف
تم وصف الذكر فقط.  العنكبوت صغير ، ويبلغ طوله الإجمالي النموذجي 3.4 ملم (0.13 بوصة). يبلغ طول الدرع النموذجي 1.83 ملم (0.072 بوصة) وعرضه 1.3 ملم (0.051 بوصة). لونها بني غامق إلى بني وليس لها نمط.  البطن أسود منتفخ الشكل ، مشابه في الحجم للدرع. لها بقعة في الخلف وخطوط بيضاء باهتة. الأرجل سوداء وبيضاء. يحتوي البصلة الحنكية على نتوء الظنبوب الذي يحتوي على جزء منحني وطويل ورقيق مميز يمتد بعيدًا عن الجسم ، أطول بكثير من الأنواع الأخرى في الجنس ، والتي يمكن أن تصل إلى أربعة أضعاف ما تبقى من النتوء. لها نهاية مدببة. الصمة صغيرة بالمثل ومنحنية في النهاية. يتميز هذا النوع عن الأنواع الأخرى في الجنس بخصائص أعضاء التكاثر. تفتقر الصمة إلى سن ، على غرار الأعضاء الآخرين في مجموعة موستافاي ، لكن انحلال قصبة الساق الطويل جدًا أمر غير معتاد ويمكن أن يساعد في تحديد الأنواع.
لم يتم وصف الأنثى وتكهن سعاد بن حليمة وروبرت بوسمانز بأن أحد أمثلةالهبور المثلث التي حددها جاك دينيس يمكن أن تكون الأنثى المحتملة لهذا النوع. إذا كان هذا هو الحال ، فإن الأنثى أكبر ، يتراوح طولها بين 4.3 و 4.5 ملم (0.17 و 0.18 بوصة) ، وأخف في اللون.

## سلوك
من المعروف أن عناكب الهبور تقلد النمل لأغراض دفاعية ومفاجأة للفريسة. وقد أدى هذا إلى الاسم الشائع لهم ، وهو عناكب النمل. سوف تصطاد العناكب في مسارات النمل والأماكن الأخرى التي ترتادها الفرائس. في ثلاثة أرباع المواجهات المرصودة مع النمل ، نجحت العناكب في خداعها ، وحتى في حالة عدم وجودها ، كانت تحاول في كثير من الأحيان تشتيت انتباه فرائسها والهجوم من الخلف. تفترس العناكب النمل فقط ، وغالبًا ما تفترس فصائل فرعية محددة من النمل. أدى نجاحهم في التهام أنواع معينة من النمل إلى اقتراح استخدام هذه العناكب كمكافحة بيولوجية للآفات.

## توزيع ووالموطن
هذا النوع مستوطن في المغرب.  تم العثور عليها فقط بالقرب من منبع نهر أم الربيع في شمال ولاية خنيفرة. يعيش العنكبوت بين الحجارة والأعشاب. يوجد في البلاد تركيز عالٍ من أنواع الهبور وقد تكون مركزًا لهذا النوع.